# Kunešovská hornatina
Kunešovská hornatina nebo Kunešovská planina je geomorfologický podcelek Kremnických vrchů.

## Vymezení
Nachází se v severozápadní části Kremnických vrchů a obklopuje ho na severu Diviacka pahorkatina (podcelek Turčianské kotliny), na východě pokračuje pohoří Flochovským chrbtom a následně na jihu Jastrabskou vrchovinou. Západními sousedy jsou Žiarská kotlina, Nízky Vtáčnik (podcelek Vtáčnika), Handlovská kotlina (podcelek Hornonitrianské kotliny) a na severozápadě navazuje podcelkem Rovne pohoří Žiar.

## Vybrané vrcholy
- Vlčí vrch 1 172 m n. m. – nejvyšší vrch podcelku
- Mesiačkový vrch 976 m n. m.
- Krahuľský štít 959 m n. m.
- Vysoká (Kremnické vrchy) 934 m n. m.

## Ochrana přírody
Kremnické vrchy nejsou plošně chráněným územím a v této části se nachází jen NPR Turiec.